# Veïnat de Sant Llorenç
Veïnat de Sant Llorenç – miejscowość w Hiszpanii, w Katalonii, w prowincji Girona, w comarce Gironès, w gminie Llagostera.
Według danych INE w 2020 roku liczyła 88 mieszkańców – 44 mężczyzn i 44 kobiety.